# 해양환경공단
해양환경공단(海洋環境公團, Korea Marine Environment Management Corporation, KOEM)은 해양 폐기물의 효율적인 방제와 그에 관한 교육훈련·기술개발을 통하여 방제능력을 향상시켜 해양환경 보전에 이바지하기 위하여 설립된 대한민국 해양수산부 산하 준시장형 공기업이다. 대한민국 내 유일한 해양환경관리 전문기관으로 ‘대형 오염사고에 대비한 선진 수준의 방제회사’를 목표로 국내 29개 주요 무역항에 청방선을 전진배치하여 해상 쓰레기 청소와 해상오염 사고시 방제업무를 수행하며, 전국 13개소에 선박 폐유 수용시설을 갖춘 해양환경관리사업소를 설치, 운영함으로써 폐유 수거·저장·처리를 일괄 처리한다. 또한 총 80여 척의 예방선과 기중기 선단(5척 구성)을 주요 항구·항만에 배치하였다. 예방선은 주로 선박 예인 업무를 수행하고 오염사고시에는 방제선으로 활용하며, 기중기 선단은 해양교량 건설, 항만공사, 케이슨 작업 등 국토개발 공사에 투입되고 해양사고 등 비상시에는 선박구조 및 방제작업을 수행한다. 서울특별시 송파구 송파대로28길 28 (가락동)에 위치하고 있다.

## 설립 근거
- 해양환경관리법[3]

## 연혁
- 1997년 4월 10일 해양수산부 산하 한국해양오염방제조합 설립
- 2008년 1월 21일 해양환경관리공단으로 명칭 변경[4]
- 2008년 2월 28일 국토해양부 산하로 이관
- 2010년 11월 25일 부설 해양환경개발교육원 개원
- 2012년 1월 31일 기타공공기관 지정
- 2013년 1월 31일 기타공공기관 지정해제 및 준시장형 공기업 지정
- 2018년 5월 1일 해양환경공단으로 명칭 변경

## 주요 업무
- 해양환경 보전·관리·개선 사업
- 해양오염방제사업
- 해양환경·해양오염 관련 기술개발 및 교육훈련 사업
- 해양환경 관련 국제협력 및 기술용역 사업

## 조직

### CEO
- 기획조정실
  - 기획예산팀
  - 열린혁신팀
  - 경영성과팀
- 정책협력실
  - 홍보팀
  - 국제협력팀
  - 법무팀

#### 경영관리본부
- 운영지원팀
- 인적자원팀
  - 미래인재양성센터
- 노무복지팀
- 재무회계팀
- 정보화팀
  - 정보보안센터

#### 해양보전본부
- 해양정화팀
  - 해양쓰레기대응센터
- 해양수질팀
  - 해양품질관리센터
  - 해양방사성물질감시센터
- 해양생태팀
- 해상환경팀
- 해양보호구역팀

#### 해양방제본부
- 방제기획팀
  - 방제분담금센터
- 방제대응팀
- 방제자원팀

#### 해양사업본부
- 항만예선팀
- 전용예선팀
- 해저자원팀

## 부속기관
- 해양환경교육원

## 지사
- 군산지사: 전북특별자치도 군산시 내항1길 12 (장미동)
  - 군산사업소: 전북특별자치도 군산시 소룡동 11
- 대산지사: 충청남도 서산시 대산읍 대죽1로 325
- 동해지사: 강원특별자치도 동해시 평원로 46 (평릉동)
  - 속초사업소: 강원특별자치도 속초시 동명항길 56 (동명동)
  - 옥계사업소: 강원특별자치도 강릉시 옥계면 동해대로 194
- 마산지사: 경상남도 창원시 마산합포구 해안대로 150 (월포동)
  - 마산사업소: 경상남도 창원시 마산회원구 무역로 32 (양덕동)
  - 사천사업소: 경상남도 사천시 신항만1길 23 (향촌동)
  - 진해사업소: 경상남도 창원시 진해구 행암로92번안길 13 (장천동)
  - 통영사업소: 경상남도 통영시 통영해안로 242 (서호동)
- 목포지사: 전라남도 목포시 해안로 182 목포 연안여객 터미널 318호 (항동)
  - 목포사업소: 전라남도 목포시 삼학로92번길 65 (산정동)
  - 완도사업소: 전라남도 완도군 완도읍 장보고대로 351-1
- 부산지사: 부산광역시 중구 대교로 122 연안여객터미널 4층 (중앙동6가)
- 여수지사: 전라남도 여수시 여서1로 107 (여서동)
  - 광양사업소: 전라남도 여수시 여수산단로 1509 (낙포동)
- 울산지사: 울산광역시 남구 장생포고래로276번길 27 (매암동)
- 인천지사: 인천광역시 중구 연안부두로128번길 35 (항동7가)
- 제주지사: 제주특별시자치도 제주시 임항로 111(건입동)
  - 서귀포사업소: 제주특별자치도 서귀포시 서귀동 758-1
  - 제주사업소: 제주특별자치도 제주시 임항로 141 4부두 (건입동)
- 평택지사: 경기도 평택시 포승읍 평택항만길 73 평택항 마린센타 11층
  - 평택사업소: 경기도 평택시 포승읍 원정리 9-17
- 포항지사: 경상북도 포항시 북구 해안로 44-10 (항구동)